# Zlatno Altajsko gorje
Zlatno Altajsko gorje je naziv UNESCO-ove svjetske baštine koja se sastoji od planinskog vijenca Altaj, rezervata prirode Katun, Jezera Teleckoje (Озеро Телецкое), Planine Beluha (Белуха) i visoravni Ukok u središnjem Sibiru. Ovo područje, veličine 16,175 km², nalazi se u ruskim republikama Altaj i Tuva te u Novosibirskoj oblasti. Ono predstavlja najpotpuniju izmjenu vegetacijskih zona središnjeg Sibira, od stepe, šumovite stepe, miješanih šuma, pod-alpske do alpske vegetacije. Ovo područje ima i veliki značaj za zaštitu ugroženih sisavaca kao što su: sniježni leopard (Uncia uncia ili Panthera uncia) i divlja ovca poznata kao Altajski argali (Ovis ammon ammon).
Jezero Teleckoje na visini od 424 metra je svojom dubinom od 325 metra jedno od najdubljih na svijetu.
Planina Bjeluha je planinski masiv s dva vrha koji se prostire na granici Rusije s Kazahstanom. Planina ima nekoliko ledenjaka, a istočni vrh (4,506 m) joj je nešto viši od zapadnog (4,440 m). Od Bjeluhe se južno protežu prostrane stepe visoravni Ukok, sve do granica s Kinom i Mongolijom.
U dolini Pazirik na Ukočkoj visoravni su pronađeni mnogi tumuli (kurgan) u kojima su pronađeni vrijedni ostaci brončane kulture Pazirik, koja sliči Skitima na zapadu. Najslavniji je kurgan tzv. "Sibirske ledene dame" iz 5. stoljeća pr. Kr. u kojemu su pronađeni brojni predmeti, ali i jako dobro sačuvana mumija u lijesu.
- Jezero Akkem ispred planine Beluha
- Vrh "Kruna Altaja" na Katunu
- Panorama gorja iza rijeke Tidtjarika
- Jezero Teleckoje
- Visoravan Ukok
- Kurgan na Ukočkoj visoravni

## Vanjske poveznice
- Lokacijska karta  Arhivirana inačica izvorne stranice od 30. rujna 2008. (Wayback Machine)
- Rekreacijska područja Altajske republike  Arhivirana inačica izvorne stranice od 27. rujna 2007. (Wayback Machine)
- Zlatno Altajsko gorje na stranicama Fundacije za zaštitu prirodne baštine